# Coatlaxopeuh

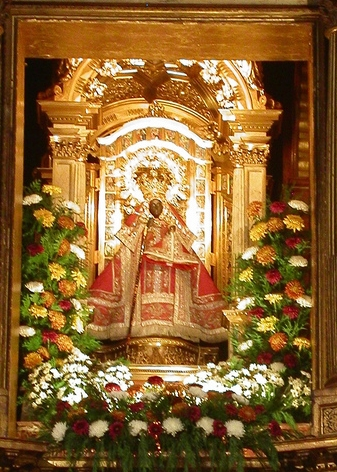
Virgen de Guadalupe, Guadalupe, Cáceres, España

Coatlaxopeuh es una palabra propuesta por el padre Mariano Jacobo Rojas de Tepoztlán como posible origen en lengua náhuatl de la palabra Guadalupe, la denominación de la Virgen de Guadalupe. La sugerencia de una etimología náhuatl para el nombre de la Virgen fue parte de los debates indigenistas mexicanos de mediados del siglo XX, en los que destacados intelectuales reinterpretaron la historia mexicana con un renovado énfasis en la herencia indígena de la nación. Además de coatlaxopeuh, se han sugerido muchas otras propuestas etimológicas náhuatl de Guadalupe, pero en la literatura devocional coatlaxopeuh sigue siendo la más aceptada.

## Luís Becerra y Tanco
La primera sugerencia de que la palabra "Guadalupe" se había originado como una interpretación errónea de una palabra náhuatl original fue expuesta por el sacerdote Luís Becerra y Tanco en 1666. El religioso planteó que, dado que Juan Diego, a quien había aparecido la virgen, no hablaba español, y dado que el idioma náhuatl no tenía las consonantes sonoras "g" o "d", era probable que el nombre hubiera sido originalmente una palabra náhuatl que luego fue malentendida por los españoles como Guadalupe. Por esta razón propuso que el nombre original podría haber sido "tequantlanopeuh ", que él tradujo como "Ella, que se originó en la cima de las rocas".

## Indigenismo
El padre Mario Rojas Sánchez, que tradujo el Nican Mopohua, sugirió el nombre náhuatl "Tlecuauhtlapeupeuh", que traduce como "La que emerge de la región de la luz como el Águila del fuego".
La erudita Jeanette Rodríguez, citando a Xavier Escalada, señala que "el idioma náhuatl no contiene las letras d y g; por lo tanto, el nombre de Nuestra Señora no pudo haber sido "Guadalupe". También presenta la teoría de que Juan Diego y su tío llamaron a la dama "Tlecuauhtlacupeuh", diciendo: "La comprensión náhuatl de 'Tlecuauhtlacupeuh' es La que viene volando de la luz como el águila de fuego. La región de la luz era la morada de los dioses aztecas, y el águila era una señal de los dioses. Para los españoles, sonaba como 'Guadalupe' y les recordaba a su Virgen". 
Rodríguez sostiene que el español pensó en "Guadalupe de Extremadura, España, pues un gran número de conquistadores provenían, precisamente, de la provincia de Extremadura y, naturalmente, eran muy devotos de la patrona local... ...la devoción a la Virgen de Guadalupe de Extremadura estaba llegando a su punto máximo en el momento en que los primeros contactos entre España y el Nuevo Mundo se produjeron".
Rodríguez afirma que el nombre "A los españoles ... les recordó a su Virgen de casa. Para los nativos, ... se refería a una señal que había venido de sus dioses". Esto permitió a cada lado ver en la historia algo que "entendió y valoró, lo que inevitablemente los uniría como una fuerza unificadora".

## Gloria Anzaldúa
Gloria Anzaldúa, en su libro Borderlands / La Frontera, propone el origen indígena de Guadalupe como Coatlalopeuh, que traduce como "Quien tiene dominio sobre las serpientes". Ella argumenta que debido a que Coatlalopeuh suena como Guadalupe, los españoles vieron a Coatlalopeuh como paralela o idéntica a "la Virgen oscura, Guadalupe, patrona del centro-oeste de España" (página 27). Anzaldúa da Coatlaxopeuh como una variación del nombre. Ella ve que ambas versiones están vinculadas históricamente a Coatlicue, cuyo nombre significa "Falda de serpiente". 